# Сьрудка (Мендзиходський повіт)
Сьрудка (пол. Śródka) — село в Польщі, у гміні Хжипсько-Велике Мендзиходського повіту Великопольського воєводства.
Населення — 96 осіб (2011).
У 1975-1998 роках село належало до Познанського воєводства.

## Демографія
Демографічна структура станом на 31 березня 2011 року:
|          | Загалом | Допрацездатний вік | Працездатний вік | Постпрацездатний вік |
| -------- | ------- | ------------------ | ---------------- | -------------------- |
| Чоловіки | 53      | 12                 | 37               | 4                    |
| Жінки    | 43      | 8                  | 27               | 8                    |
| Разом    | 96      | 20                 | 64               | 12                   |